# Aleksander Radler
Aleksander Radler (* 17. Mai 1944 in Posen) ist ein österreichischer, später schwedischer lutherischer Theologe, der als Inoffizieller Mitarbeiter des Ministeriums für Staatssicherheit tätig war.

## Leben
Radler wuchs in der Deutschen Demokratischen Republik auf, blieb aber österreichischer Staatsbürger und konnte daher ungehindert ein- und ausreisen. 1965 wurde er vom Ministerium für Staatssicherheit als „Geheimer Mitarbeiter“ angeworben und trug den Decknamen IM „Thomas“. Er studierte Evangelische Theologie an der Humboldt-Universität Berlin, später an der Universität Jena, und berichtete regelmäßig über Kontakte. Im Juli 1968 verriet er die Namen mehrerer Mitstudenten, die ihm Briefe nach Westberlin anvertraut hatten, an seine Führungsoffiziere. Daraufhin wurden sechs Studenten wegen „geplanter Republikflucht“ oder „staatsfeindlicher Handlungen“ (einer der Studenten schrieb, er sei wegen „aktiver antikommunistischer Arbeit in einer illegalen Studentenorganisation“ erpresst worden) zu Haftstrafen zwischen zwei und dreidreiviertel Jahren verurteilt. Zwei von ihnen nahmen sich im Gefängnis das Leben. Durch seine IM-Tätigkeit wurden ca. 23 Jugendliche belangt. In der Summe gab dies 50 Haftjahre.
Um Radler zu schützen, ließ die Stasi ihn sein Studium in Schweden fortsetzen, unterstützte ihn aber weiter finanziell und ließ ihn auch weiter berichten. Im Laufe der Jahre stieg er zum IMB („Inoffizieller Mitarbeiter der Abwehr mit Feindverbindung bzw. zur unmittelbaren Bearbeitung im Verdacht der Feindtätigkeit stehender Personen“) auf.
An der Universität Lund wurde Radler 1977 aufgrund einer Arbeit über das Bild Friedrich Schleiermachers in der schwedischen Theologie zum Dr. theol. promoviert. Von 1982 bis 1985 vertrat er eine Professur an der Åbo Akademi. 1988 habilitierte er sich mit einer Untersuchung über Erik Gustaf Geijer. Im Oktober desselben Jahres wurde er dank der Fürsprache des MfS zum Theologieprofessor an der Universität Jena berufen. 1991 wechselte er auf die Professur für Systematisch-Ökumenische Theologie und Ethik an der Martin-Luther-Universität Halle-Wittenberg. 1994 veröffentlichte der Berliner Pfarrer Dietmar Linke erste Hinweise auf Radlers IM-Tätigkeit. Darauf gab Radler 1995 seine Professur an der Theologischen Fakultät Halle auf und kehrte nach Schweden zurück, wo er kyrkoherde (Hauptpastor) in Burträsk wurde. Daneben war er für die Kristdemokraterna Mitglied des Gemeindeparlaments und außerordentlicher Professor an der Universität Umeå. 2011 schilderte die schwedische Historikerin Birgitta Almgren in dem Buch Inte bara spioner … Stasi-infiltration i Sverige under kalla kriget (Nicht nur Spione … Stasi-Infiltration in Schweden während des Kalten Krieges) den Fall, allerdings anonymisiert. Die Zeitung Expressen enthüllte im Frühjahr 2012 die Identität von IM „Thomas“ mit Radler. Dieser bestritt zunächst eine Stasitätigkeit, legte aber noch im selben Jahr sein Pfarramt nieder, nachdem die Schwedische Kirche Untersuchungen gegen ihn angestrengt hatte.
Am 23. November 2014 zeigte das MDR Fernsehen den Dokumentarfilm Der Stasimann in Schweden (60 Minuten) von Ryszard Solarz über Radler und seine Tätigkeit für das Ministerium für Staatssicherheit. Radler war zu keinem Interview für diesen Film bereit.

## Schriften
- Religion und kirchliche Wirklichkeit. Eine rezeptionsgeschichtliche Untersuchung des Schleiermacherbildes in der schwedischen Theologie. (Studia theologica Lundensia 36). Liber/Gleerup, Lund 1977. ISBN 91-40-04459-9.
- Idéhistoriska perspektiv: från Augustinus till Luther : kursbok i kristendomens historia. Lund Univ., Teol. inst. 1984.
- Kursbok i kristendomens historia: teologihistoriska perspektiv. Lund Univ., Teologiska inst. 1985.
- Kristen idéhistoria: kursbok i kristendomens historia. Lund Univ., Teologiska inst. 1988.
- Peregrinatio religiosa: Studien zum Religionsbegriff in der schwedischen Romantik. Teil 1: Die christliche Persönlichkeitsphilosophie Erik Gustaf Geijers (Bibliotheca historico-ecclesiastica Lundensis 18). Lund Univ. Press, Lund 1988.
- (hrsg. mit Bengt Hägglund, Sven-Oscar Berglund, Joachim Heubach): Luther und Barth (Veröffentlichungen der Luther-Akademie Ratzeburg 13). Martin-Luther-Verlag, Erlangen 1989. ISBN 3-87513-065-0.
- (hrsg. mit Udo Kern, Annegret Freund): Tragende Tradition: Festschrift für Martin Seils zum 65. Geburtstag. Lang, Frankfurt am Main 1992. ISBN 3-631-44992-5.
- Kristen dogmatik. Studentlitteratur, Lund 2006. ISBN 91-44-32311-5.